# Antonia Bernasconi
Antonia Bernasconi, nata Antonia Wagele (Stoccarda, 1741 circa – Vienna, 1803 circa), è stata un soprano tedesco.

## Biografia
Era figlia di Maria Josepha Wagele e di un valletto del Duca di Württemberg. Dopo la morte del padre, la madre si sposò con il compositore Andrea Bernasconi, dal quale Antonia venne adottata e dal quale prese il cognome. Debuttò come cantante operistica il 21 gennaio 1762 a Monaco nel Temistocle di Andrea Bernasconi nella parte di Aspasia. Fu successivamente a Vienna, dove nel periodo 1765-6 si esibì nelle prime rappresentazioni di opere buffe di Niccolò Piccinni e Antonio Sacchini e nel 1767 conseguì ampi consensi cantando come protagonista nell'Alceste di Christoph Willibald Gluck. Inoltre prese parte come Aspasia alla prima del Mitridate, re di Ponto di Wolfgang Amadeus Mozart e probabilmente anche, nella parte di Ninetta, alla ripresa de La finta semplice dello stesso compositore. Tra il 1771 e il 1772 cantò a Cesena, a Milano e al Teatro San Benedetto di Venezia. Dal 1772 al 1775 cantò al Teatro San Carlo di Napoli. Nel novembre del 1778 entrò a far parte di una compagnia operistica italiana e fino al maggio del 1780 fu attiva al King's Theatre di Londra. Nell'estate del 1781, su richiesta di Gluck, tornò a Vienna per prendere parte ad alcune prime rappresentazioni di opere di quest'ultimo, tra cui le versioni tedesca e italiana dell'Ifigenia in Tauride. Nel 1783 per alcuni mesi fu ingaggiata da una compagnia d'opera buffa e nel 1786 cantò a Piacenza e a Lucca. Si ritiene che la Bernasconi si sia sposata sotto il nome di Rieler.
Fece parte della Massoneria, nella Loggia massonica "Saint Jean du Secret et de la Parfaite Amitié", fondata nel 1774 da Giuseppe Medici, principe di Ottajano, alla quale pare aderisse la stessa regina Maria Carolina. Una sera, cantando sul palcoscenico del San Carlo, fece il segno di riconoscimento massonico, riscuotendo grandi applausi da tutto il teatro.